# Taborglocke
Die Taborglocke wurde am 30. März 2012 in Innsbruck bei der Glockengießerei Grassmayr gegossen. Ihr Gewicht beträgt 15.684 kg, ihre Höhe 2,67 m, der Durchmesser 2,87 m, der Schlagton ist d0+30 (in Cent bei a1 = 440 Hz) bzw. es0−8 (in HTS bei a1 = 435 Hz). Sie war bis dahin die größte Glocke, die die Firma Grassmayr in ihrer Tätigkeit gegossen hat. Sie wurde für ein griechisch-orthodoxes Kloster auf dem Berg Tabor in Israel angefertigt.